# 22707 Jackgrundy
22707 Jackgrundy è un asteroide della fascia principale. Scoperto nel 1998, presenta un'orbita caratterizzata da un semiasse maggiore pari a 3,0475530 UA e da un'eccentricità di 0,1406909, inclinata di 1,52104° rispetto all'eclittica.